# Kathrin Hendrich
Kathrin Julia Hendrich (Eupen, 6 de julho de 1992) é uma futebolista alemã que atua como zagueiro. Atualmente joga pelo VfL Wolfsburg.

## Carreira nos clubes
Hendrich começou sua carreira aos sete anos em sua cidade natal com o FC Eupen 1963 antes de se juntar ao FC Teutonia Weiden após quatro anos no verão de 2003. Para a temporada 2009/10, ela deixou o clube de Würselen e mudou-se para a divisão Bayer 04 Leverkusen. Com o Leverkusen conseguiu nesta temporada a promoção para a Bundesliga. Lá ela fez sua estreia em 15 de agosto de 2010 (1ª rodada) na derrota por 0–9 no jogo fora de casa contra o FCR 2001 Duisburg. Em 25 de setembro de 2011 ela marcou no jogo contra o 1. FC Lokomotive Leipzig seu primeiro gol na Bundesliga quando marcou para fazer 1–0. Hendrich pode ser usada como zagueira central ou volante.
Em 13 de fevereiro de 2014, Hendrich anunciou sua transferência para o 1. FFC Frankfurt para a temporada 2014/15, onde recebeu um contrato que durou até 30 de junho de 2016. Com o Frankfurt, ela venceu a final da Liga dos Campeões Feminina da UEFA em 14 de maio de 2015.
Para a temporada 2018/19, ela foi contratada pelo FC Bayern Munich e fez sua estreia em 23 de setembro de 2018 (2ª rodada) em uma vitória por 4 a 0 em casa contra o MSV Duisburg após ser substituída aos 76 minutos. Ela marcou seu primeiro gol na Bundesliga pelo FC Bayern Munich em 2 de dezembro de 2018 (10ª rodada) em um jogo fora de casa no SC Freiburg com o gol de empate aos 17 minutos.
Para a temporada 2020/21, Hendrich foi contratada pelo rival da liga e campeão alemão VfL Wolfsburg e recebeu um contrato que foi até 30 de junho de 2022.

## Carreira internacional
Em 24 de fevereiro de 2014, Hendrich foi convidada a participar da Copa do Algarve de 2014 e, portanto, foi convocada para a seleção principal pela primeira vez. Em 5 de março de 2014, ela fez sua estreia lá na vitória por 5 a 0 sobre a seleção da Islândia em Albufeira, quando entrou no lugar de Lena Goeßling aos 62 minutos.
Para o Campeonato Europeu de 2017 na Holanda, a treinadora Steffi Jones convocou Hendrich para a seleção alemã, que foi eliminada pela Dinamarca nas quartas de final. Na Copa do Mundo de 2019, Hendrich foi usada em dois jogos na fase preliminar. A seleção alemã chegou às quartas de final. No Campeonato Europeu de 2022, Hendrich foi uma jogadora regular em todos os jogos da seleção alemã. Sua equipe foi derrotada pela anfitriã Inglaterra na final em um Estádio de Wembley lotado.

## Títulos
Bayer 04 Leverkusen
- 2. Frauen-Bundesliga: 2010

1. FFC Frankfurt
- Liga dos Campeões: 2014–15[14]

VfL Wolfsburg
- Bundesliga: 2022
- DFB Cup: 2021, 2022, 2023

Alemanha
- Jogos Olímpicos: 2024 (medalha de bronze)[15]